# Yūya Funatsu
Yūya Funatsu (japanisch 船津 佑也 Funatsu Yūya; * 22. November 1983 in Kagoshima) ist ein ehemaliger japanischer Fußballspieler.

## Karriere
Funatsu erlernte das Fußballspielen in der Schulmannschaft der Kagoshima Josei High School. Seinen ersten Vertrag unterschrieb er 2002 bei Júbilo Iwata. Der Verein spielte in der höchsten Liga des Landes, der J1 League. 2003 wechselte er zum Zweitligisten Shonan Bellmare. 2005 wechselte er zu Rosso Kumamoto. 2005 wechselte er zu New Wave Kitakyushu (heute: Giravanz Kitakyushu). Am Ende der Saison 2007 stieg der Verein in die Japan Football League auf. Am Ende der Saison 2009 stieg der Verein in die J2 League auf. 2011 wechselte er zu Hoyo AC Elan Oita. Ende 2011 beendete er seine Karriere als Fußballspieler.

## Erfolge
Júbilo Iwata
- J1 League

Meister: 2002